# Mess des officiers à Sarajevo
Le mess des officiers (Dom Armije u Sarajevu) est situé en Bosnie-Herzégovine, sur le territoire de la Ville de Sarajevo. Construit en 1881, il est inscrit sur la liste des monuments nationaux de Bosnie-Herzégovine.
À l'époque de la Yougoslavie communiste, le bâtiment est occupé par l'Armée populaire yougoslave (JNA), qui continue à la préserver, en même temps qu'il est ouvert à des conférences, interventions, spectacles, projections, pour différents festivals.

## Localisation
Le bâtiment se trouve dans Centar (Sarajevo), près de la cathédrale orthodoxe, et de la rue piétonne "Zelenih beretki".

## Architecture

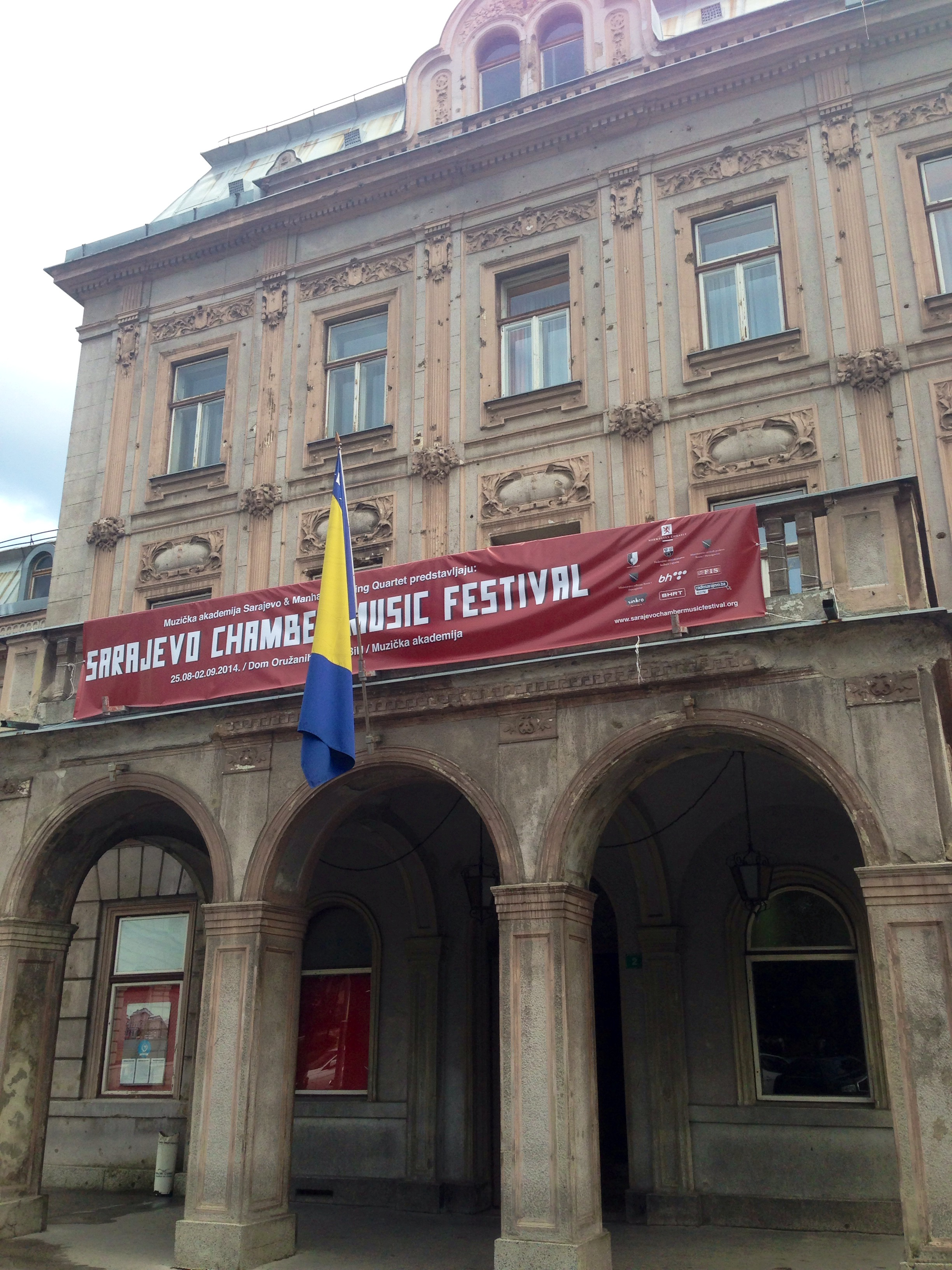
Détail de l'entrée